# Baha (implantat)

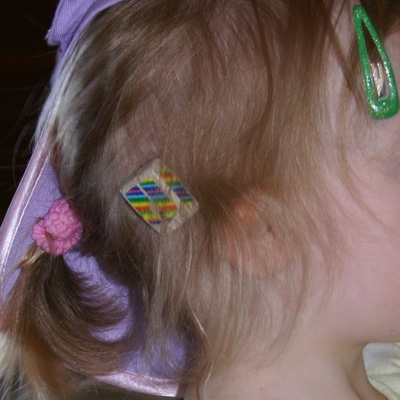
Flicka med baha

Baha (Bone Anchored Hearing Aid) är ett kirurgisk implantat för behandling av hörselnedsättning som fungerar genom direkt kontakt med skallbenet. Baha har använts sedan 1977, och godkändes I USA av FDA under 1996 som en behandling för ledande och kombinerad hörselnedsättning. Under 2002 godkände FDA dess användning för behandling av ensidig sensorineural hörselnedsättning.
Baha-systemet utnyttjar att ben i kroppen kan leda ljudvibrationer. Baha-systemet leder inte ljudet via hörselgången eller mellanörat som traditionella hörapparater. I stället skickas ljudet runt det skadade eller problematiska området, och når innerörat genom benledning. Hörapparaten fästs sedan bakom örat på med hjälp av en knapp.
Baha används för att hjälpa människor med kroniska öroninflammationer, medfödd yttre hörselgångsatresi (förträngning eller tillslutning av hörselgången) och ensidig dövhet som inte kan underlättas med hjälp av traditionella hörapparater.
I Sverige har betydande utvecklingsinsatser inom denna teknologi genomförts av professor Bo Håkansson.